# Kammel
Kammel er en 57 km lang biflod til Mindel (og altså en indirekte biflod til Donau) i Bayern i det sydlige  Tyskland. Kammel har sit udspring i skoven Hochfirst ved Erisried (Stetten (Unterallgäu)), vest for Mindelheim i Landkreis Unterallgäu, og løber hovedsagelig mod nord. Dens vigtigste biflod er Krumbach, Haselbach og Krähenbach.
Kammel har sit udløb i Mindel hos Rettenbach, øst for Günzburg.
47°59′48″N 10°24′03″Ø / 47.9967°N 10.4008°Ø